# Stagione di college football 2009
La stagione di college football NCAA Division I FBS 2009 negli Stati Uniti organizzata dalla National Collegiate Athletic Association (NCAA) per la Division I Football Bowl Subdivision (FBS), il livello più elevato del football universitario, è iniziata il 3 settembre e la sua stagione regolare si è conclusa il 13 dicembre 2009. La finale si è disputata il 7 gennaio 2010 al Rose Bowl di Pasadena, Arizona.
Gli Alabama Crimson Tide batterono i Texas Longhorns nella finalissima, laureandosi campioni nazionali del 2009.
Per la prima volta nella storia dell'Heisman Trophy, l'annuale premio assegnato al miglior giocatore nel college football, due precedenti vincitori giocarono nella stessa stagione— Sam Bradford di Oklahoma e Tim Tebow di Florida. Per la prima volta dal 1946, tutti i primi tre classificati della stagione precedente furono in campo: Bradford, Colt McCoy di Texas e Tebow, in quell'ordine. Sei squadre conclusero la stagione regolare imbattute, un record dell'era BCS.

## Premi e onori

### Heisman Trophy
L'Heisman Trophy è assegnato ogni anno al miglior giocatore.
Classifica finale
| Giocatore     | College     | Ruolo | 1º  | 2º  | 3º  | Totale |
| ------------- | ----------- | ----- | --- | --- | --- | ------ |
| Mark Ingram   | Alabama     | RB    | 227 | 236 | 151 | 1.304  |
| Toby Gerhart  | Stanford    | RB    | 222 | 225 | 160 | 1.276  |
| Colt McCoy    | Texas       | QB    | 203 | 188 | 160 | 1.145  |
| Ndamukong Suh | Nebraska    | DT    | 161 | 105 | 122 | 815    |
| Tim Tebow     | Florida     | QB    | 43  | 70  | 121 | 390    |
| C.J. Spiller  | Clemson     | RB    | 26  | 31  | 83  | 223    |
| Kellen Moore  | Boise State | QB    | 10  | 20  | 30  | 100    |
| Case Keenum   | Houston     | QB    | 2   | 9   | 13  | 37     |
| Mardy Gilyard | Cincinnati  | WR    | 2   | 2   | 13  | 23     |
| Golden Tate   | Notre Dame  | WR    | 2   | 3   | 9   | 21     |

Fonte: 

### Altri premi al miglior giocatore
- Giocatore dell'anno dell'Associated Press: Colt McCoy
- Maxwell Award (miglior giocatore): Colt McCoy
- Walter Camp Award (miglior giocatore): Ndamukong Suh